# Nätschen

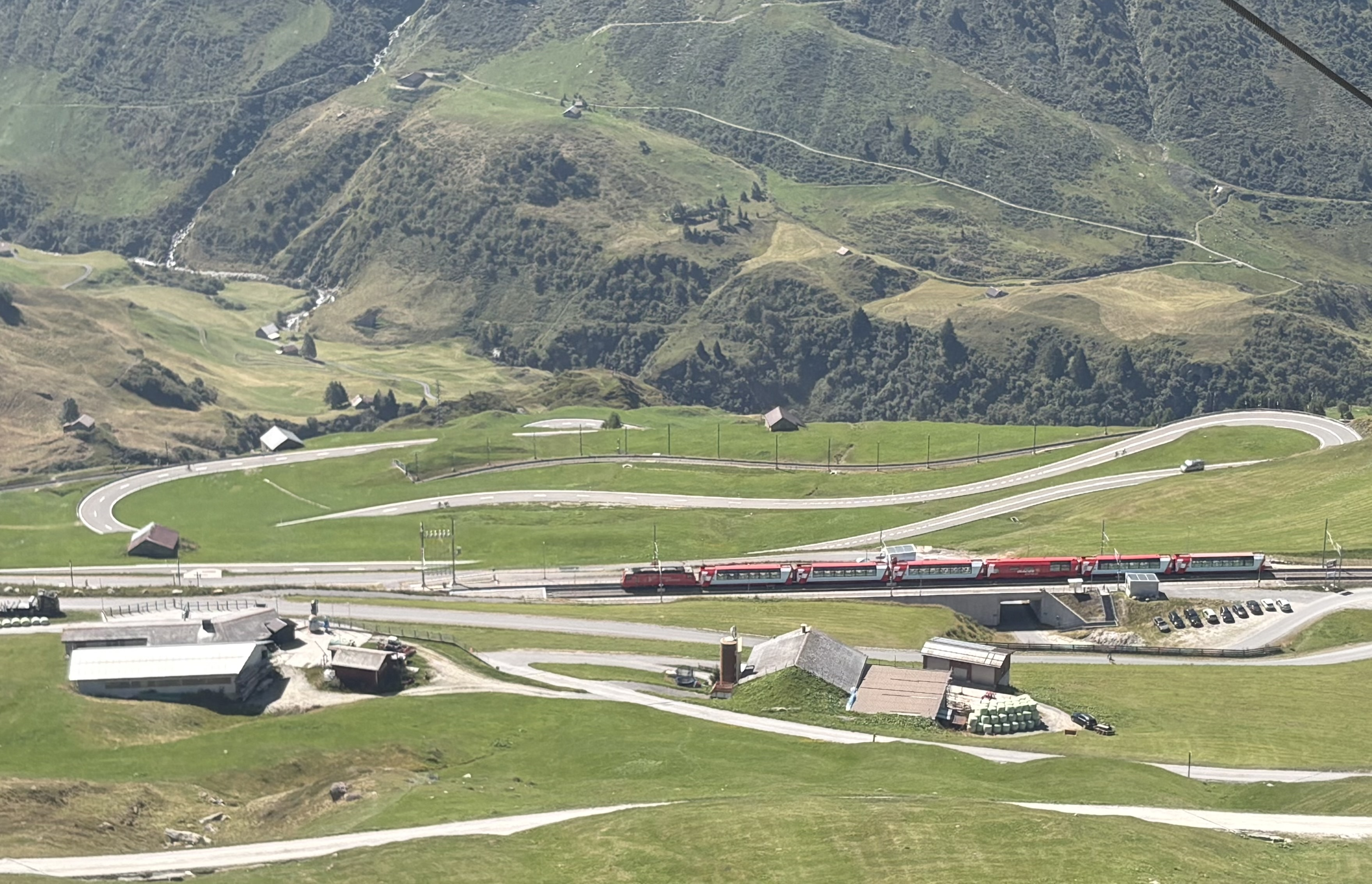
Haltestelle der Matterhorn-Gotthard-Bahn (2025)

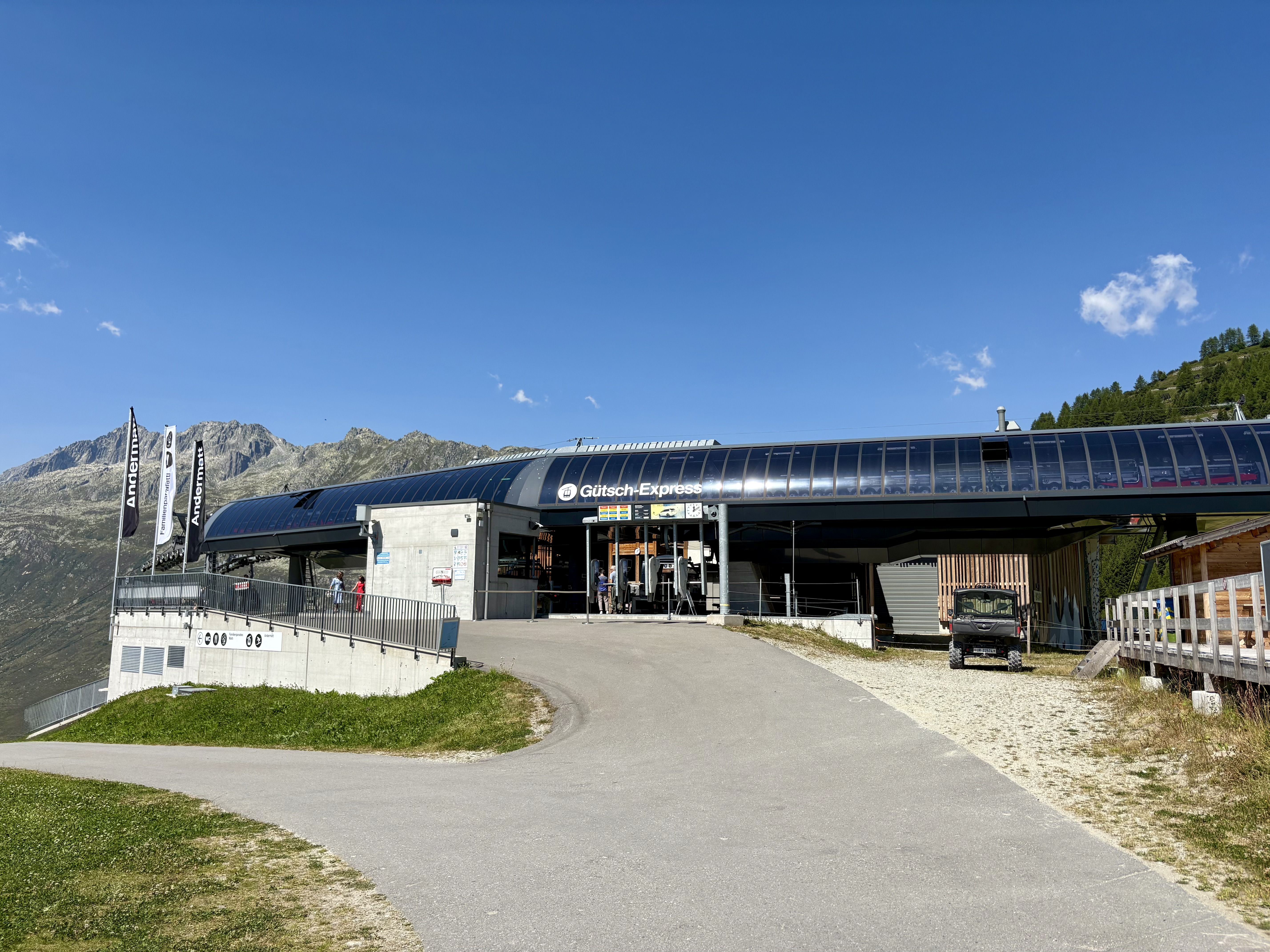
Zwischenstation der Gondelbahn Andermatt-Nätschen-Gütsch (2025)

Nätschen ist der Flurname eines Ortes oberhalb von Andermatt im Schweizer Kanton Uri, an der Hauptstrasse 19 zum Oberalppass. Der Name stammt vom Borstgras, das im Alpengebiet wächst und vom lombardischen nedesch als Bezeichnung für das steife Borstengras abgeleitet ist.
Der Nätschen bildet eine kleine Terrasse auf rund 1850 m ü. M. Im Südwesten liegt das Dorf Andermatt, im Norden zieht sich der Hang zum Grat des Schijenstocks hoch, der Grätli und Stöckli (2480 m ü. M.) genannt wird. Im Süden fliesst die Oberalpreuss.
Die bestehende Haltestelle der Matterhorn-Gotthard-Bahn zur Erschliessung des Skigebiets Andermatt-Nätschen wurde im Sommer 2017 durch eine neue Haltestelle, die etwas tiefer liegt, ersetzt. Dazu musste auch die Streckenführung angepasst werden.
Die ehemaligen Artilleriewerke Festung Gütsch und Fort Stöckli oberhalb des Nätschens gelten als die höchstgelegenen in Europa. Die vier Turbinen des Windparks Gütsch liefern pro Jahr 4,5 GWh Strom.
Auf der Liste der Schutzgebiete im Kanton Uri sind beim Nätschen seit 2010 die beiden Naturschutzgebiete «Oberer Nätschen» und «Unterer Nätschen» ausgewiesen.